# Karaudarnau
Karaudarnau (auch: Lumid Pau) ist ein amerindianisches Dorf der Wapishana in der Region Upper Takutu-Upper Essequibo in Guyana. Es liegt in der Rupununi-Savanne am gleichnamigen Fluss Rupununi.

## Name
Der Name „Karaudarnau“ bedeutet „Schlangenhügel“ in Wapishana und bezieht sich auf die Legende, dass eine Schlange unter dem Dorf lebt. Ein großer schwarzer Felsen im Zentrum des Dorfes wird als Kopf der Schlange angesehen.

## Geographie
Der Ort liegt auf einer Anhöhe zwischen den Zuflüssen des Tawaiwau. Südöstlich des Ortes liegt der kleine Flugplatz Lumid Pau Airport.
Die nächstgelegenen Orte sind Powisanau im Norden und Aishalton im Nordosten.

### Infrastruktur
In Karaudarnau gibt es eine Schule, eine Gesundheits-Station, ein Gemeinschaftszentrum und zwei Kirchen. 2017 wurde der Unterricht bilingual in Wapishana und Englisch durchgeführt. Die Gemeinschaft hat enge Beziehungen mit der brasilianischen Wapishana-Gemeinschaft, die sich im Jacamim Indigenous Territory aufhält. Im Dorf gibt es kein Telefon oder Internet,
Karaudarnau wurde ein Territorium von 453,32 km² zugesprochen. Es gibt eine Ausgangssperre um 2 Uhr morgens und Spirituosen wurden in der Gemeinschaft verboten. 2018 erhielt das Dorf Zugang zu sauberem Trinkwasser durch eine gemeinsame Übung des Brasilianischen Heeres und der Streitkräfte Guyanas. Im Mai 2020, während der COVID-19-Pandemie in Guyana, blockierte die Gemeinschaft den Zugang zur lokalen Goldmine.

### Verkehr
Die nächstgelegene Stadt ist Lethem. Dorthin führt eine Straße. Der Lumid Pau Airport bietet weitere Verbindungen auf dem Luftweg.

## Wirtschaft
Die Einwohner leben unter anderem von Rinder- und Schweinezucht. Industrieller Goldabbau wird in den Marudi Mountains von Romanex Guyana Exploration betrieben.